# Шептало

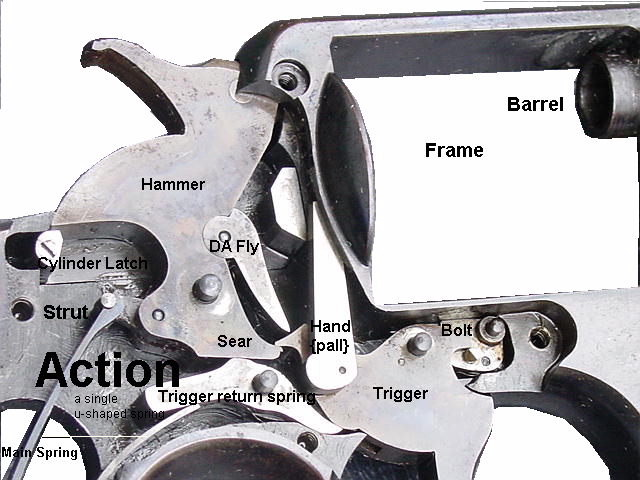
Шептало (Sear) револьвера, що становить одну деталь з курком (Hammer)

Browning M1903. № 8 — шептало

Шепта́ло — деталь ударно-спускового механізму вогнепальної зброї, що утримує курок або ударник на бойовому або запобіжному зводі. Для здійснення пострілу шептало виводиться із зачеплення з бойовим зводом, і курок (ударник) урухомлюється під дією бойової пружини. Конструктивно шептало може об'єднуватися з іншою деталлю, наприклад, спусковим гачком (револьвер Нагана зразка 1895).